# Nedjo Osman
Nedjo Osman (auch Nedjdret Osman; * 6. Januar 1958 in Skopje, Jugoslawien) ist ein in Deutschland lebender Schauspieler, Dichter und Regisseur.

## Leben
Osman begann seine Schauspielkarriere am Roma-Theater Pralipe in Skopje. Nach seinem Studium an der Film- und Theaterakademie in Novi Sad, u. a. bei Rade Šerbedžija, war er als Theaterschauspieler am Nationaltheater KPGT in Subotica tätig und gastierte auf der Bühne der Serbischen Nationaltheater in Novi Sad und JDP Belgrad.
1991 kam er als Ensemblemitglied des Pralipe-Theaters an das Theater Mülheim an der Ruhr nach Deutschland, wo er seitdem lebt und arbeitet. Seit 1995 ist er zusammen mit seiner Lebensgefährtin Nada Kokotović künstlerischer Leiter des Theater TKO/Choreodrama – Europäisches Romano-Theater in Köln tätig. Ebenfalls arbeitet er als Sozialarbeiter,Dichter,Journalist und Theater Pädagoge in verschiedenen Roma-Projekten in Köln und Frankfurt am Main. Von 2000 bis 2003 leitete und moderierte er Sendungen in Romanes beim Radio Multikulti in Berlin und ab 2002 bis 2014 auch bei der Deutschen Welle in Bonn.
Nedjo Osman ist ein Übersetzer auf Romanes und Dichter, und schon in früher Jugend entdeckte er seine Leidenschaft für das Schreiben. Seine Inspiration sind die Straße, das Viertel, in dem die Roma leben, die Erfahrungen mit den Nicht-Roma und die Liebe als Quelle der Schönheit. Seine Gedichte sind in Serbien, Türkei, Mazedonien, Bosnien und Herzegowina, Kroatien, Holland und Deutschland erschienen.

## Auszeichnungen
Für seine Rolle als Leonardo erhielt er den Goldenen Lorbeerkranz beim Internationalen Theater Festival MESS Sarajevo im Jahr 1991 und für die Hauptrolle des Sebastian im Stück „Anita Berber“ am Theaterfestival in der Vojvodina im Jahre 1997. 2003 wurde zum ersten Mal der Yul-Brynner-Preis in Berlin verliehen, mit dem Nedjo Osman für die Regie des Stückes „Medea“ und als Roma-Schauspieler ausgezeichnet wurde. In Zagreb 2017 erhielt er den Preis „Šaip Jusuf“ für sein Lebenswerk. Der Preis wird verliehen für den Beitrag zur Entwicklung der Roma-Gemeinschaft auf dem Gebiet der Bildung. Ebenso für Wissen zu erwerben und Schutz der Roma-Sprache als historischer und kultureller Reichtum sowie die Vielfalt des weltweit immateriellen Kulturerbes.

## Filmografie (Auswahl)
- 1988: Marika leta so avion (Marika Fliegt mit dem Flugzeug) TV-Spielfilm
- 1989: Sabirni Centar  (Sammlung Zentrum)  Kino-Film
- 1990–1991: Trieste via Skopje  (TV-Serie)
- 1991: Srpski Rulet  (Serbisches Roulette) Kino-Film
- 1995: Die Sturzflieger (Kino-Film)
- 2003: Nicht ohne meinen Anwalt (ZDF-TV-Serie)
- 2005: Alles Atze  (RTL TV-Serie)
- 2005: Drei gegen Troja  (ZDF-Spielfilm)
- 2009: Aktenzeichen XY … ungelöst  (ZDF-Sendung)
- 2011: Eine Insel namens Udo (Kino-Film)
- 2013: Die schwarzen Brüder  (Kino-Film)
- 2013: Danni Lowinski  (Sat1-Serie)
- 2014: Bis zum Ende der Welt (ARD-Spielfilm)
- 2014-: Aktenzeichen XY  (ZDF Casino Coup)
- 2017: Eine Braut kommt selten allein (ARD-Spielfilm)
- 2018–2019: Alles was zählt (RTL-Serie)
- 2019: PET (Fünf) (RTS1-TV Series)

## Theater (Auswahl)

### Theater TKO Köln
- 1995: Fräulein Julie Rolle: Jean (A. Strindberg), Regie: Nada Kokotović
- 1997: Yerma Rolle: Huan (F. G. Lorka), Regie: Nedjo Osman
- 1999: Belgrader Trilogie Rolle: Duke (B. Srbijenovic),Regie: Nada Kokotović
- 2001: Richard III. Rolle: Richard III (W. Shakespeare), Regie: Nada Kokotović
- 2003: Quartett Rolle: Valmont (H. Müller), Regie: Nada Kokotović
- 2011: Die Hamletmaschine  Rolle: Macbeth (H. Müller), Regie: Nada Kokotović
- 2013: Rukeli  Rolle:J.W.Trollmann (Rike Reiniger) Regie: Nada Kokotović
- 2015: Familienportraits (Karen Köhler), Regie: Nada Kokotović
- 2016: Kassandra Rolle:Eneja (Christa Wolf), Regie: Nada Kokotović
- 2017: Prinzessinnendramen Rolle: Dornröschen (Elfriede Jelinek), Regie: Nada Kokotović
- 2017: Zigeunerschnitzel (E. Jelinek/S. Horvath), Regie: Nada Kokotović

### Theater an der Ruhr, Theater Phralipe Skopje
- 1991: Bluthochzeit Rolle: Leonardo in (F. G. Lorka), Regie: Rahim Burhan
- 1991: Marat/Sade Rolle: Marat (P. Weis), Regie: Rahim Burhan
- 1992: Othello Rolle: Othello (W. Shakespeare), Regie: Rahim Burhan
- 1993: Romeo und Julia Rolle: Romeo (W. Shakespeare), Regie: Rahim Burhan
- 1994: Sieben gegen Theben Rolle: Orest (Aischylos), Regie: Rahim Burhan

### Nationaltheater Subotica, Jugoslawien
- 1986: Othello Rolle: Othello (W. Shakespeare), Regie: Nada Kokotović
- 1987: Anita Berber Rolle: Sebastian (Nada Kokotovic), Regie: Nada Kokotović
- 1989: Blaubart Rolle: Blaubart (B. Balasz), Regie: Nada Kokotović
- 1990: Eumeniden Rolle: Orest  (Ayschilos), Regie: Nada Kokotović